# حجت‌الله عبدالملکی
حجت‌الله عبدالملکی (زادهٔ ۴ فروردین ۱۳۶۰) سیاستمدار و مدیر ارشد اجرایی ایرانی است که به‌عنوان دبیر شورای عالی مناطق آزاد تجاری-صنعتی و ویژه اقتصادی و نماینده ویژه رئیس‌جمهور در امور اجرایی مناطق آزاد تجاری-صنعتی و ویژه اقتصادی فعّالیت می‌کرد. عبدالملکی عضو هیئت علمی دانشگاه امام صادق است.
عبدالملکی از سال ۱۴۰۰ تا ۱۴۰۱ در دولت سیزدهم سمت وزیر تعاون، کار و رفاه اجتماعی را برعهده داشت و از سال ۱۴۰۱ تا ۱۴۰۳ مشاور رئیس‌جمهور بود.

## زندگی‌نامه و پیشینه اجرایی
عبدالملکی دارای کارشناس ارشد معارف اسلامی و اقتصاد از دانشگاه امام صادق و دکترای اقتصاد از دانشگاه اصفهان است. او بین سال‌های ۱۳۸۹ تا ۱۳۹۱ عضو هیئت مدیره صندوق بیمه اجتماعی روستاییان و عشایر کشور و از سال ۱۳۸۵ تا ۱۳۸۸ مشاور وزارت امور اقتصادی و دارایی بوده‌است. علی خامنه‌ای در مهر ۱۳۹۹، عبدالملکی را به عنوان یکی از اعضای هیئت امنای کمیته امداد امام خمینی منصوب کرد. عبدالملکی از سال ۱۳۹۶ معاونت اشتغال کمیته امداد را برعهده دارد. در سوابق عبدالملکی قهرمان مسابقات کاراته و تیراندازی نیز دیده می‌شود.

## حضور سیاسی و رسانه‌ای
عبدالملکی از شخصیت‌های نزدیک به جبهه پایداری است، در انتخابات ۱۳۹۵–۱۳۹۴ مجلس از حوزه انتخابیه تهران، ری، شمیرانات، اسلامشهر و پردیس از نامزدهای فهرست اصولگرایان بود که با ۶۶۷٬۱۷۸ رای در رتبه ۵۶ام قرار گرفت و موفق به راه‌یابی به مجلس نشد. عبدالملکی از داوران فصل‌های دوم و سوم مسابقه تلویزیونی میدون بوده‌است.
همچنین عبدالملکی از اعضای شورای مرکزی جبهه مردمی نیروهای انقلاب اسلامی است.

## وزیر کار
حجت‌الله عبدالملکی گزینهٔ پیشنهادی رئیسی رئیس‌جمهور ایران برای وزرات تعاون کار و رفاه اجتماعی بود. در سوم شهریور ۱۴۰۰ عبدالملکی با ۱۹۱ رای موافق، ۵ ممتنع و ۷۷ مخالف با کسب اعتماد نمایندگان مجلس یازدهم به وزارت تعاون کار و رفاه اجتماعی رفت.
عبدالملکی دستگاه انتصابات را بر محور شایسته گزینی اعلام کرد و معتقد است اگر مدیری پس از انتصاب خطا کند؛ فساد کند یا ناکارآمدی او ثابت شود، بلافاصله برکنار خواهد شد.
عبدالملکی پس از تصدی وزارت تعاون، کار و رفاه اجتماعی این وزارتخانه را به علت اینکه تقریباً به ۷۰ درصد مردم خدمت می‌دهد این وزارت‌خانه را وزارت‌خانه مردم خطاب کرد. استفاده از این عبارت توسط عبدالملکی شائبه‌هایی را بین اصحاب رسانه ایجاد کرد که احتمالاً نام وزارتخانه تغییر یافته‌است. خبرگزاری ایلنا در این خصوص گزارشی نوشت. با این حال این رسانه اعلام کرد که منابع آگاه در این وزراتخانه، به ایلنا اعلام کردند که تغییر نام وزارتخانه صحت ندارد و تنظیم خبر سخنان وزیر، به گونه‌ای بوده که این ابهام را برای مخاطبان ایجاد کرده‌است. پس از مطرح شدن عنوان وزارت مردم، عبدالملکی دستور داد سامانه‌ای که برای ارتباط با مردم ایجاد می‌شود نیز با عنوان سامانهٔ مردم برای دریافت ایده و طرح‌های شهروندان در این وزارتخانه راه اندازی شود.

### شعار ایجاد شغل با یک میلیون تومان
عبدالملکی که روزگاری در دولت حسن روحانی شعار ایجاد شغل با یک میلیون تومان را می داد بعد از رسیدن وزارت از حرف خود عقب نشینی کرد و گفت وزارت کار وظیفه ایجاد شغل ندارد. سخنی که با انتقاداتی حتی از سوی مجلس رو به رو شد و ناصر موسوی لارگانی، عضو وقت هیأت رئیسه مجلس در کمیسیون اجتماعی در این خصوص خطاب به وزیر گفت، آقای وزیر شما گفتید من مسئول اشتغال نیستم. اگر نیستید پس ۴ سال در وزارتخانه می‌خواهید چکار کنید؟ کجای دنیا با ۱ میلیون تومان می‌توان شغل ایجاد کرد؟ با ۱ میلیون تومان سوپر هم نمی‌توانید بروید. خود دولت می‌گوید برای هر شغل ثابت ۱ میلیارد تومان نیاز است. اما شما می‌گویید ۱ میلیون. شما که بی‌تجربه بودید، حداقل افراد باتجربه می‌آوردید، نه اینکه با اینگونه انتصابات به همه وزارتخانه توهین کنید و به کشور ضربه بزنید.

### رانت
عبدالملکی پس از استقرار وی در وزارت کار، عده‌ای از دوستان و همراهان خود را به عنوان مدیر در سازمان های مختلف منصوب کرد.این انتصاب ها مورد انتقاد شدید مجلس قرار گرفت.

### اعتراضات گسترده به عملکرد وی و استعفا
با شدت گرفتن تجمع و اعتصاب اصناف گوناگون در ایران، او بارها زیر انتقاد قرار گرفت. بازنشستگان با برگزاری اعتراضات سراسری خواستار استعفای او شدند و شعارهای تندی نیز علیه او و دولت رئیسی سر دادند. افزایش ۱۰ درصدی حقوق بازنشستگان با وجود تصمیم شورای عالی کار مبنی بر افزایش ۳۸ درصدی، باعث اعتراض نهادهای مستقل کارگری و اتحادیه‌های صنفی شد.
همزمان با شدت گرفتن اعتراضات صنفی و بالا رفتن قیمت‌ها، عبدالملکی از سمت وزارت تعاون، کار و رفاه اجتماعی استعفا داد و سید ابراهیم رئیسی با استعفای او موافقت کرد و وی را به‌عنوان مشاور خود منصوب کرد؛ محمدهادی زاهدی‌وفا نیز سرپرست این وزارتخانه شد. او اولین وزیری است که ظرف کمتر از یکسال از زمان آغاز به کار دولت سید ابراهیم رئیسی استعفا می‌دهد. عبدالملکی علت استعفای خود را «افزایش هماهنگی» در دولت عنوان کرد.عبدالملکی در مهر ۱۴۰۱ در سفر به مسکو، محمد مخبر را همراهی می‌کرد.

## دبیر شورای عالی مناطق آزاد

### تناقض در گفتار و عملکرد
وی پس از انتصاب در پست دبیری شورای عالی مناطق آزاد تجاری-صنعتی درباره سرمایه گذاری خارجی گفت، رایزن اقتصادی چین کل بسته های سرمایه گذاری ما را یک جا برد و گفت من فکر می کنم سرمایه گذاران چینی خیلی استقبال کنند و امارات هم گفت که تا ۱۰۰ میلیارد دلار در ایران سرمایه گذاری می کند. وی پیش از این در دولت حسن روحانی مخالفت شدیدی با سرمایه گذاری داشت و در این باره گفته بود، سرمایه گذاری خارجی یک اصطلاح است برای استثمار کشورها و باعث توسعه هیچ کشوری نشده است. ما در ایران مشکل سرمایه نداریم اصلا.

## دیدگاه‌ها
او از نظریه‌پردازان اقتصاد مقاومتی شناخته می‌شود.

### آرزوی مرگ برای مسئولین فرهنگی
پس از رقص چند دختربچه در یک مراسم با حضور محمدعلی نجفی (شهردار وقت تهران) در سال ۲۰۱۸ عبدالملکی در توییتی نوشت با نجفی حرفی ندارد ولی برای مسئولان فرهنگی ایران آرزوی مرگ و عذاب الهی کرد.

### کرونا در آمریکا
عبدالملکی در فروردین ۱۳۹۹ در توییتی با انتساب به روزنامه سان نوشت طبق دستورالعمل آمریکا افرادی که دارای «دچار نشانگان داون، فلج مغزی یا اوتیسم باشند در صورت ابتلا به کرونای جدید به حال خود رها می‌شوند تا بمیرند.» وبگاه فکت‌نامه این نقل قول را نادرست دانست.

### اشتغال با یک میلیون تومان
در اردیبهشت ۱۳۹۹ عبدالملکی در توییتی نوشت: «با یک میلیون تومن هم می‌شود کار تولیدی کرد. حتماً می‌پرسید چگونه؟! حق دارید! آموزش نداده‌ایم!» این توییت با واکنش‌های بسیاری مواجه شد.

### اقتصاد ایران و چین
او در اردیبهشت ۱۴۰۰ در گفتگوی ویژه خبری شبکه دوی سیما اقتصاد ایران را از لحاظ «باز بودن بازتر از چین» خواند اظهاراتی که از سوی وبگاه راستی‌سنجی فکت‌نامه خلاف واقع و شاخدار دانسته شده‌است.

### صنعت خودروسازی کره جنوبی
عبدالملکی عقیده دارد که صنعت خودروسازی کره جنوبی به دلیل «ابعاد درب پارکینگ‌ها» در این کشور رشد کرده‌است، چرا که درب پارکینگ‌ها در خانهٔ کُره‌ای‌ها به اندازه‌ای کوچک طراحی و ساخته می‌شود که ماشین‌هایِ بزرگ آمریکایی از آن‌ها عبور نکنند و شهروندان مجبور شوند خودروهای ساخت کره را خریداری کنند.

### انقلاب اقتصادی
عبدالملکی پیشنهاد کرده تحت عنوان «انقلاب اقتصادی ۱۴۰۰» تغییر کاربری زمین‌های کشاورزی آزاد شود و مالک آن زمین‌ها اختیار داشته در آنها هر فعالیت دامی، صنعتی و … انجام دهد. عباس آخوندی، وزیر پیشین راه و شهرسازی نسبت به غارت منابع طبیعی بر اساس این ایده هشدار داد. عبدالملکی در یک برنامه تلویزیونی گفته چند جوان ایرانی موفق شده‌اند یک «لامبورگینی ایرانی» تولید کنند.

## تالیفات
عبدالملکی هفت کتاب در زمینه مسائل اقتصادی را به چاپ رسانده‌است. وی همچنین مؤلف ۳۷ عنوان مقاله علمی (۱۴ مقاله علمی- پژوهشی و ۲۳ مقاله ارائه شده به کنفرانس‌ها و نشریات داخلی است.
- اقتصاد مقاومتی؛ درآمدی بر مبانی، سیاست‌ها و برنامه عمل، نشر سدید.
- الگوی تکافل در پوشش ریسک و بیمه، انتشارات پژوهشکده بیمه- با همکاری سیدمحمد کریمی.
- تحلیل تأثیر سیاست‌های کلان اقتصادی بر رشد بخشی- منطقه ای در ایران، نشر مرکز الگوی اسلامی ایرانی پیشرفت؛
- بیمه و تکافل در اندیشه اقتصاددانان مسلمان- انتشارات دانشگاه امام صادق علیه السلام.
- مقدمه ای بر نظریه اقتصاد مقاومتی، نشر سدید.
- تحلیل تأثیر سیاست‌های ک، ن اقتصادی بر رشد بخشی- منطقه ای در ایران”، نشر مرکز الاوی اس، می ایرانی پیشرفت، ۱۳۹۳؛
- الاوی تکافل در پوشش ریسک و بیمه”، انتشارات پژوهشکده بیمه-۱۳۹۹ -با همکاری سیدمحمد کریمی؛[۳۶][۳۷]